# Alexander Callens
Pour les articles homonymes, voir Callens.
Alexander Callens, né le 4 mai 1992 à Callao au Pérou, est un footballeur international péruvien. Il joue au poste de défenseur central à l'AEK Athènes.

## Biographie

### En club
Formé au Sport Boys de Callao, Alexander Callens y commence sa carrière en 2010. Transféré l'année suivante en Espagne à la Real Sociedad B, il y joue jusqu'en 2014 avant d'intégrer l'équipe première dudit club où il ne joue qu'une seule rencontre en décembre 2014 à l'occasion de la Coupe du Roi. Il poursuit sa carrière en deuxième division espagnole au CD Numancia, où il dispute 39 rencontres marquant trois buts. Le 23 janvier 2017, il résilie son contrat avec le Numancia et s'engage avec le New York City FC en MLS.
Il s'impose rapidement avec la franchise new-yorkaise et en devient un pilier défensif, formant une paire avec Maxime Chanot en défense centrale. Il remporte ensuite les premiers trophées de sa carrière en club avec la Coupe MLS en 2021 puis la Campeones Cup en 2022. Le 15 novembre 2022, au terme de la saison, le New York City FC annonce que son contrat n'est pas renouvelé.
En janvier 2023, il revient en Espagne afin de jouer pour le Girona FC. La même année, en septembre, il est prêté à l'AEK Athènes en Grèce.

### En équipe nationale
Alexander Callens joue son premier match en équipe du Pérou le 17 avril 2013, en amical contre le Mexique (score : 0-0). Il inscrit son premier but le 9 septembre 2014, en amical contre le Qatar (victoire 0-2).
Il participe notamment à deux Copa América se déroulant au Brésil, en 2019 (finaliste de l'épreuve) et 2021 (demi-finaliste).

## Statistiques

### En sélection nationale
| Saison                | Sélection             | Phases finales          | Phases finales | Phases finales | Phases finales | Éliminatoires CDM | Éliminatoires CDM | Éliminatoires CDM | Matchs amicaux | Matchs amicaux | Matchs amicaux | Total | Total | Total |
| Saison                | Sélection             | Compétition             | M              | B              | Pd             | M                 | B                 | Pd                | M              | B              | Pd             | M     | B     | Pd    |
| --------------------- | --------------------- | ----------------------- | -------------- | -------------- | -------------- | ----------------- | ----------------- | ----------------- | -------------- | -------------- | -------------- | ----- | ----- | ----- |
| 2012-2013             | Pérou                 | -                       | -              | -              | -              | -                 | -                 | -                 | 2              | 0              | 0              | 2     | 0     | 0     |
| 2013-2014             | Pérou                 | -                       | -              | -              | -              | -                 | -                 | -                 | 2              | 0              | 0              | 2     | 0     | 0     |
| 2014-2015             | Pérou                 | Copa América 2015       | -              | -              | -              | -                 | -                 | -                 | 6              | 2              | 0              | 6     | 2     | 0     |
| 2015-2016             | Pérou                 | Copa América Centenario | -              | -              | -              | 0                 | 0                 | 0                 | -              | -              | -              | 0     | 0     | 0     |
| 2018-2019             | Pérou                 | Copa América 2019       | 0              | 0              | 0              | -                 | -                 | -                 | 3              | 0              | 0              | 3     | 0     | 0     |
| 2019-2020             | Pérou                 | -                       | -              | -              | -              | -                 | -                 | -                 | 0              | 0              | 0              | 0     | 0     | 0     |
| 2020-2021             | Pérou                 | Copa América 2021 4e    | 5              | 0              | 0              | 0                 | 0                 | 0                 | -              | -              | -              | 5     | 0     | 0     |
| 2021-2022             | Pérou                 |                         | -              | -              | -              | 12                | 0                 | 0                 | 3              | 0              | 1              | 15    | 0     | 1     |
| 2022-2023             | Pérou                 |                         | -              | -              | -              | -                 | -                 | -                 | 5              | 0              | 0              | 5     | 0     | 0     |
| 2023-2024             | Pérou                 | Copa América 2024       | 3              | 0              | 0              | 2                 | 0                 | 0                 | 2              | 0              | 0              | 7     | 0     | 0     |
| 2024-2025             | Pérou                 | -                       | -              | -              | -              | 6                 | 1                 | 0                 | -              | -              | -              | 6     | 1     | 0     |
| Total sur la carrière | Total sur la carrière | Total sur la carrière   | 8              | 0              | 0              | 20                | 1                 | 0                 | 23             | 2              | 1              | 51    | 3     | 1     |

## Palmarès
| New York City FC - Coupe MLS (1) : - Vainqueur : 2021. - Conférence Est de la MLS (1) : - Vainqueur : 2021. - Campeones Cup (1) : - Vainqueur : 2022. |  | Pérou - Copa América : - Finaliste : 2019. |